# Президентские выборы в Эквадоре (1940)
Президентские выборы в Эквадоре проходили 10 и 11 января 1940 года. В результате победу одержал кандидат от Либеральной партии Карлос Альберто Арройо дель Рио, получивший 53 % голосов.

## Предвыборная обстановка
Эти выборы проводились с 10 по 11 января 1940 года. До 1945 года выборы в Эквадоре, как правило, проводились путём фальсификаций, в частности, эти выборы были очень спорными и вызывающими сомнения. Группа, которая поддерживала Веласко Ибарру, попыталась поднять революционное движение и оспорить результат, обвинив главу исполнительной власти Андреса Ф. Кордову в подготовке фальсификации результатов выборов. Однако Кордове удалось удержать ситуацию под контролем.

## Избирательная кампания
В президентских выборах 1940 года участвовали Карлос Арройо дель Рио как проправительственный либеральный кандидат, независимый кандидат Хосе Мария Веласко Ибарра, поддерживавшийся Эквадорской социалистической партией, Коммунистической партией Эквадора и диссидентскими консерваторами, и Хасинто Хихон-и-Кааманьо от Консервативной партии.
Карлос Арройо дель Рио одержал победу с 43 642 голосами. Веласко Ибарра получил 22 061 голос, Хасинто Хихон-и-Кааманьо — 16 376. Карлос Арройо дель Рио стал президентом и вступил в должность 1 сентября 1940 года.
Следующие президентские выборы, намеченные на 1944 год, так и не состоялись из-за революции 28 мая 1944 года, которая была народным восстанием в Эквадоре, известным в некоторых слоях населения как «Ла Глориоза», в результате которого был свергнут президент Карлос А. Арройо дель Рио. и это позже позволило продвинуть Хосе Марии Веласко Ибарра на пост президента.

## Результаты
| Кандидат                        | Партия                                     | Голоса | %    |
| ------------------------------- | ------------------------------------------ | ------ | ---- |
| Карлос Альберто Арройо дель Рио | Эквадорская радикальная либеральная партия | 43 642 | 53,2 |
| Хосе Мария Веласко Ибарра       | Независимый                                | 22 061 | 26,9 |
| Хасинто Хихон-и-Кааманьо        | Эквадорская консервативная партия          | 16 376 | 19,9 |
| Прочие                          | Прочие                                     | 21     | 0,0  |
| Всего                           | Всего                                      | 82 100 | 100  |
| Источник: Nohlen                |                                            |        |      |